# Nord/Weinviertel Autobahn
Nord/Weinviertel Autobahn (wcześniej Nord Autobahn) – autostrada nr A 5 w Austrii w ciągu trasy europejskiej E461. 
Autostrada połączy Wiedeń z granicą czeską Drasenhofen - Mikulov, w kierunku Brna. 
Obecnie gotowe jest około 48,5 km  autostrady, czyli odcinek Eibesbrunn - Poysbrunn. 

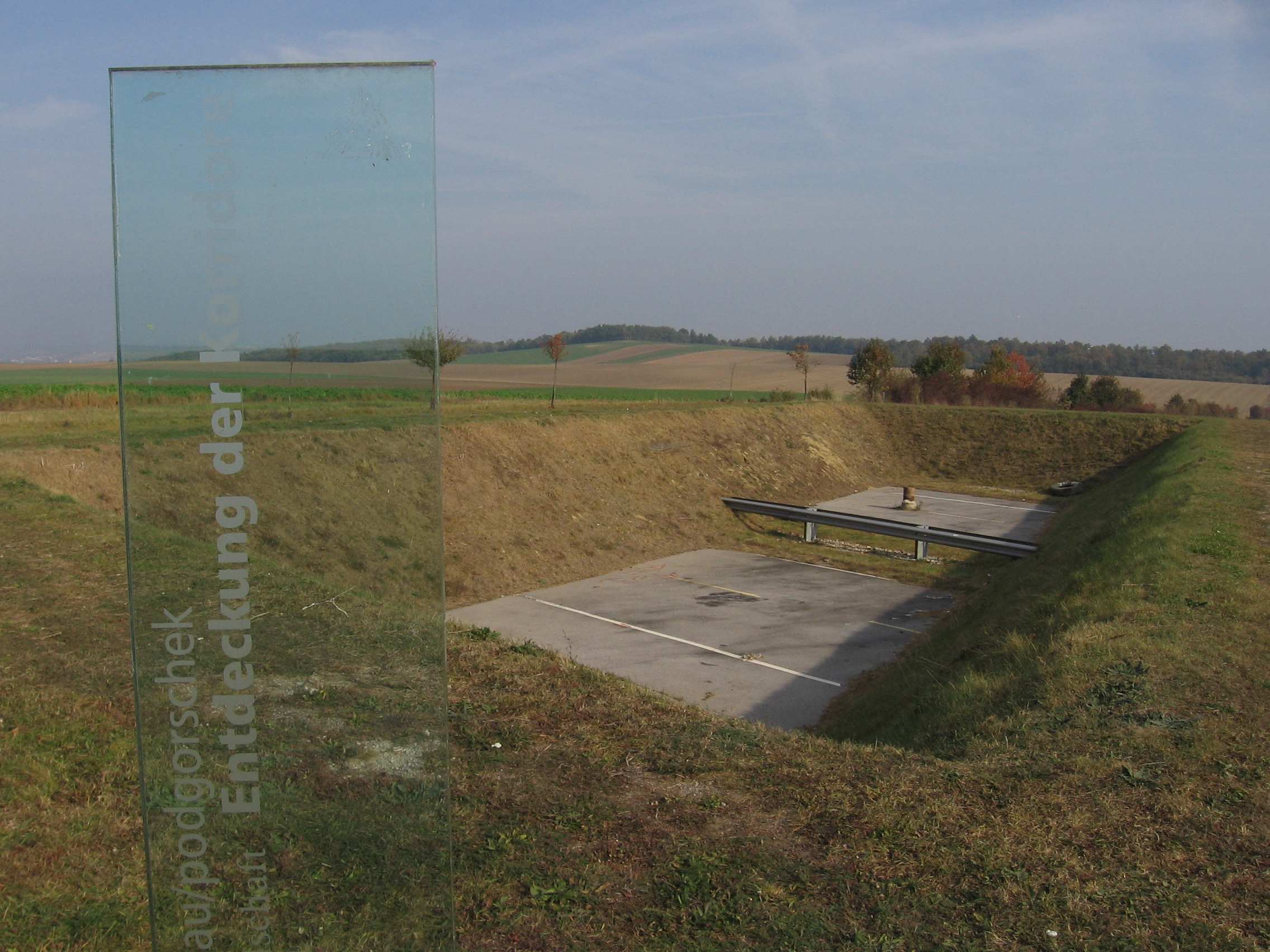
Sześciometrowy odcinek autostrady koło Paasdorf. Zdjęcie wykonano w 2006 roku.

Plany autostrady powstały dawno temu, ale wiele lat przeleżały na półce. Aby ją zasymbolizować artyści wybudowali w 1995 koło Paasdorf w zagłębieniu ok. 6 m odcinek autostrady. Od tego czasu była nazywana najkrótszą autostradą świata. Znaczenie planowanej autostrady znacznie wzrosło po rozszerzeniu Unii Europejskiej w 2004. W 2007 roku zaczęły się prace przy budowie pierwszej części autostrady, które zakończyły się 1 lutego 2010. Odcinek Schrick - Poysbrunn (25 km) budowany był od kwietnia 2015 do grudnia 2017 r. Odcinek został otwarty do ruchu w dniu 08.12.2017 r.
Autostrada zaczyna się na zachód od Eibesbrunn, następnie  prowadzi zbudowaną (jako droga ekspresowa) kilka lat temu obwodnicą Wolkersdorfu. Na północ od Wolkersdorfu  prowadzi przebudowaną  trasą Bundestrasse B7. Następnie  omija od zachodu miejscowości Kollnbrunn oraz Gaweinstal, od zachodu Wilfersdorf oraz od wschodu Poysdorf. Dwupasmowa A5 kończy się obecnie w pobliżu Poysbrunn. Jednopasmowa A5 od zachodu omija Drasenhofen.
Obwodnicę Drasenhofen, o długości 5 km otwarto 9 września 2019 roku. Odcinek ten jest jednojezdniowy, jednakże z obowiązkowym posiadaniem winiety autostradowej.
W 2009 roku podpisano porozumienie o połączeniu czeskiej autostrady D52 z autostradą A 5 w rejonie przejścia granicznego Mikulov - Drasenhofen. Prace po czeskiej stronie miały rozpocząć się w 2010 roku. Ze względu na spory dotyczące przebiegu trasy do tej pory się nie rozpoczęły.